# 全情協文書処理能力検定試験2種試験
文書処理能力検定2種試験（ぶんしよしよりのうりよくけんていしけんにしゅ）とは、全日本情報学習振興協会（全情協）が主催する文部科学省後援の検定試験である。
この検定試験は、文書作成能力と技術常識について検定を行うものである。

## 受験資格
特になし

## ランク
1級を最高に、2級・3級の3ランクがある。

## 試験内容
試験は、筆記と実技によって実施される。

## 受験料
- 1級 - 5,250円
- 2級 - 4,200円
- 3級 - 3,150円

## 受験会場
主催者が認定するの受験会場で実施

## 使用するソフト
試験では、ワード・エクセルを使用する。

## 試験時間
- 実技試験　45分
- 筆記試験　20分

## 合格点
70点以上（満点：100点）

## 試験回数
1月・3月・5月・7月・9月・11月の年6回

## 試験範囲

### 実技試験
- 3級　罫線を含む文書作成
- 1級・2級　図形・罫線を含む文書作成

### 筆記試験
マルチメディア社会に対応する技術に関する知識

## 合格発表
全日本情報学習振興協会のホームページ又は受験会場で発表

## 合格証書交付
受験会場で、受験票と引き換えに交付。受験票亡失の場合は、受験会場にて亡失の旨を伝えなければならない。